# Lossémy Karaboué
Lossémy Karaboué est un footballeur franco-ivoirien né le 18 mars 1988 à Paris. Il évolue au poste de milieu de terrain.
Il est le cousin du handballeur Daouda Karaboué. Il est aussi le grand frère du rappeur JRK 19.

## Biographie

### Parcours en club
Alors qu'il évolue dans les équipes de jeunes de l'Espérance Paris 19e, il est repéré par les recruteurs de l'Olympique lyonnais. À l'âge de 14 ans, il intègre donc le centre de formation du club rhodanien. Auteur de bonnes performances avec la réserve lyonnaise, il ne parvient néanmoins pas à rejoindre l'équipe A et décide donc de rejoindre la Ligue 2 en signant son premier contrat professionnel au CS Sedan Ardennes. 
Il joue son premier match professionnel le 29 août 2008 en rentrant en jeu lors du match de championnat opposant son équipe à Guingamp. Dès lors, il s'impose rapidement au poste d'ailier droit dans le club ardennais malgré son inexpérience et dispute toutes les autres rencontres de Ligue 2 de la saison. 
La saison de la confirmation commence difficilement : lors du premier match de championnat contre Le Havre, il se blesse gravement à la suite d'un contact avec un défenseur havrais. Il s'agit finalement d'une rupture des ligaments croisés du genou gauche qui le laisse hors des terrains pendant plusieurs mois. Il fait son retour quatre mois plus tard en rentrant en jeu contre Arles-Avignon et dispute normalement le reste de la saison en regagnant sa place de titulaire. 
Après avoir prolongé son contrat le liant avec Sedan jusqu'en 2012, il entame sa troisième année sous le maillot vert et rouge. Il réalise un début de saison tonitruant et participe activement aux bons résultats de son équipe en inscrivant 7 buts et en délivrant 5 passes décisives en 15 matchs de Ligue 2. Il termine deuxième sur l'élection du joueur du mois de septembre, derrière le troyen Marcos dos Santos, mais sera élu au mois d'octobre. Il suit le chemin de son cousin lui aussi connu dans son milieu Daouda Karaboué, champion olympique avec l'équipe de France de handball.
Il dispute tous les matchs de championnat de son équipe et termine la saison avec 9 buts et 9 passes décisives au compteur, ce qui fait de lui le deuxième meilleur passeur de la saison derrière Rudy Haddad. Malgré sa bonne saison, le CSSA ne parvient pas à monter en Ligue 1 et termine à la cinquième place de Ligue 2. Ses performances sont néanmoins remarquées par les clubs de l'élite, notamment Lorient ou Auxerre.
Le 23 juin 2011, il s'engage pour 3 ans avec l'AS Nancy-Lorraine. Après une première saison pleine en Lorraine (37 apparitions en championnat, 2 buts, 2 passes décisives), il prolonge jusqu'en juin 2015. Sur le plan personnel, sa seconde saison est également convaincante (37 nouvelles apparitions en championnat pour également 2 buts) mais il ne peut empêcher la relégation du club.  
Après avoir échoué deux fois à retrouver la Ligue 1 avec l'ASNL, terminant 4e en 2013-2014 et 5e en 2014-2015, il la redécouvre avec un nouveau club, le promu et champion de Ligue 2, Troyes qu'il rejoint le 23 mai 2015 en y signant un contrat de 2 ans.
Le 8 septembre 2016, à l'âge de 28 ans et après avoir résilié son contrat, il rejoint Levadiakos, club grec de première division, pour sa première expérience à l'étranger. 
Le 26 juillet 2017, il revient en France et signe au Valenciennes FC pour une saison.
Le 7 septembre 2018, il s'engage avec le FC Botoșani.

### Parcours en sélection
Occasionnellement sélectionné dans les équipes de France de jeunes durant sa formation lyonnaise, il joue notamment la Sendaï Cup 2006 avec les moins de 19 ans.
Le 15 mars 2013, il est convoqué pour la première fois en équipe de Côte d'Ivoire pour un match de qualifications à la Coupe du monde 2014 contre la Gambie.

## Palmarès
- Élu meilleur joueur de Ligue 2 en octobre 2010 avec le CS Sedan Ardennes.

## Carrière
| Saison                | Club                  | Championnat           | Championnat | Championnat | Coupe nationale | Coupe nationale | Coupe de la Ligue | Coupe de la Ligue | Total | Total |
| Saison                | Club                  | Division              | M.          | B.          | M.              | B.              | M.                | B.                | M.    | B.    |
| 2008-2009             | CS Sedan Ardennes     | Ligue 2               | 33          | 4           | 5               | 0               | 1                 | 0                 | 39    | 4     |
| 2009-2010             | CS Sedan Ardennes     | Ligue 2               | 19          | 2           | 2               | 0               | 2                 | 0                 | 23    | 2     |
| 2010-2011             | CS Sedan Ardennes     | Ligue 2               | 38          | 9           | 3               | 0               | 1                 | 0                 | 42    | 9     |
| Sous-total            | Sous-total            | Sous-total            | 90          | 15          | 10              | 0               | 4                 | 0                 | 104   | 15    |
| 2011-2012             | AS Nancy-Lorraine     | Ligue 1               | 37          | 2           | 1               | 0               | 1                 | 0                 | 39    | 2     |
| 2012-2013             | AS Nancy-Lorraine     | Ligue 1               | 37          | 2           | 2               | 0               | 1                 | 0                 | 40    | 2     |
| 2013-2014             | AS Nancy-Lorraine     | Ligue 2               | 30          | 4           | 2               | 0               | 1                 | 0                 | 33    | 4     |
| 2014-2015             | AS Nancy-Lorraine     | Ligue 2               | 20          | 0           | 3               | 2               | -                 | -                 | 23    | 2     |
| Sous-total            | Sous-total            | Sous-total            | 124         | 8           | 8               | 2               | 3                 | 0                 | 135   | 10    |
| 2015-2016             | ES Troyes AC          | Ligue 1               | 32          | 0           | 3               | 0               | 1                 | 0                 | 36    | 0     |
| 2016-2017             | APO Levadiakos        | Superleague           | 18          | 1           | 1               | 0               | -                 | -                 | 19    | 1     |
| Sous-total            | Sous-total            | Sous-total            | 50          | 1           | 4               | 0               | 1                 | 0                 | 55    | 1     |
| 2017-2018             | Valenciennes FC       | Ligue 2               | 27          | 2           | 2               | 0               | 3                 | 0                 | 32    | 2     |
| Total sur la carrière | Total sur la carrière | Total sur la carrière | 291         | 26          | 24              | 2               | 11                | 0                 | 326   | 28    |